# Peter Läng
Peter Läng (ปี เตอร์ แลง  en tailandés), n. (Zürich, Suiza, 16 de abril de 1986) es un futbolista suizo nacionalizado tailandés que juega como defensor y actualmente milita en el Bangkok Glass FC de la Premier League de Tailandia.

## Clubes
| Club             | País      | Año         |
| ---------------- | --------- | ----------- |
| FC Winterthur    | Suiza     | 2001 - 2003 |
| SC Friburgo      | Alemania  | 2004 - 2005 |
| FC Basel         | Suiza     | 2005 - 2007 |
| FC Schaffhausen  | Suiza     | 2007 - 2010 |
| Bangkok Glass FC | Tailandia | 2010 - 2013 |
| FC Bazenheid     | Suiza     | 2014 -      |